# 天兴洲长江大桥
武汉天兴洲长江大桥是武汉的第六座长江大桥、第二座公路铁路两用桥，也是目前世界上主跨最大的公铁两用斜拉桥，于2004年9月28日开工，2008年9月10日合龙，2009年12月26日建成通车。通行线路为京广高速铁路、滠武铁路和武汉三环线城市快速路。

## 简介
天兴洲大桥为公铁两用桥，工程由武汉市与铁道部（現为中国国家铁路集团有限公司）合作建设，位于武汉长江二桥下游10公里处，北起汉口平安铺，南止武昌武青主干道，主桥长4657米，主跨504m，公路引线全长8043米，铁路引线全长60.3公里，全桥共91个桥墩，总投资约110亿余元，其中主跨为504米，超越丹麦厄勒海峡大桥成为跨度最大的公铁两用斜拉桥，也是继芜湖长江大桥之后第二座公路铁路两用斜拉桥，世界第一座按4线铁路修建的大跨度客货公铁两用斜拉桥，可以同时承载2万吨的载荷，为世界上载荷量最大的公铁两用桥。同时武汉天兴洲大桥也是中国第一座能够满足高铁运营的大跨度斜拉桥，其4线铁路为京广高速铁路和滠武铁路，其中京广高速铁路的设计时速为250公里/小时。上层为6车道公路，设计时速为80公里/小时；下层为可并列行使四列火车的铁道，设计时速为250公里。公路引桥长5.1公里；新建铁路线长22.6公里。
早在1959年，《武汉市城市建设规划（修正草案）》就提出，既有武汉长江大桥将难以承受增长的列车车流，考虑修建第二座长江大桥以分流列车。

### 建造过程
2009年2月9日，首条货运铁路线全线铺通。

## 天兴洲
湖北省武汉市长江边一处因江水冲積而形成的沙洲。

## 配套立交
大桥两端共4座配套立交，分别为汉施公路、和平大道、友谊大道和青化路立交。
- 汉施立交为两层半苜蓿叶式互通立交；
- 和平大道立交为两层环喇叭式互通立交；
- 友谊大道立交为二层部分迂回式互通立交；
- 青化路立交主线全长2442.5米，桥宽27米，为全互通立交。

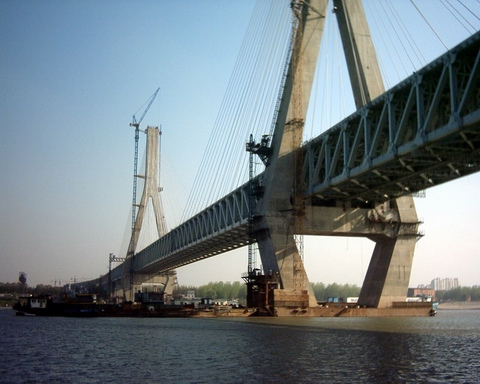
从斜切入角度观看大桥
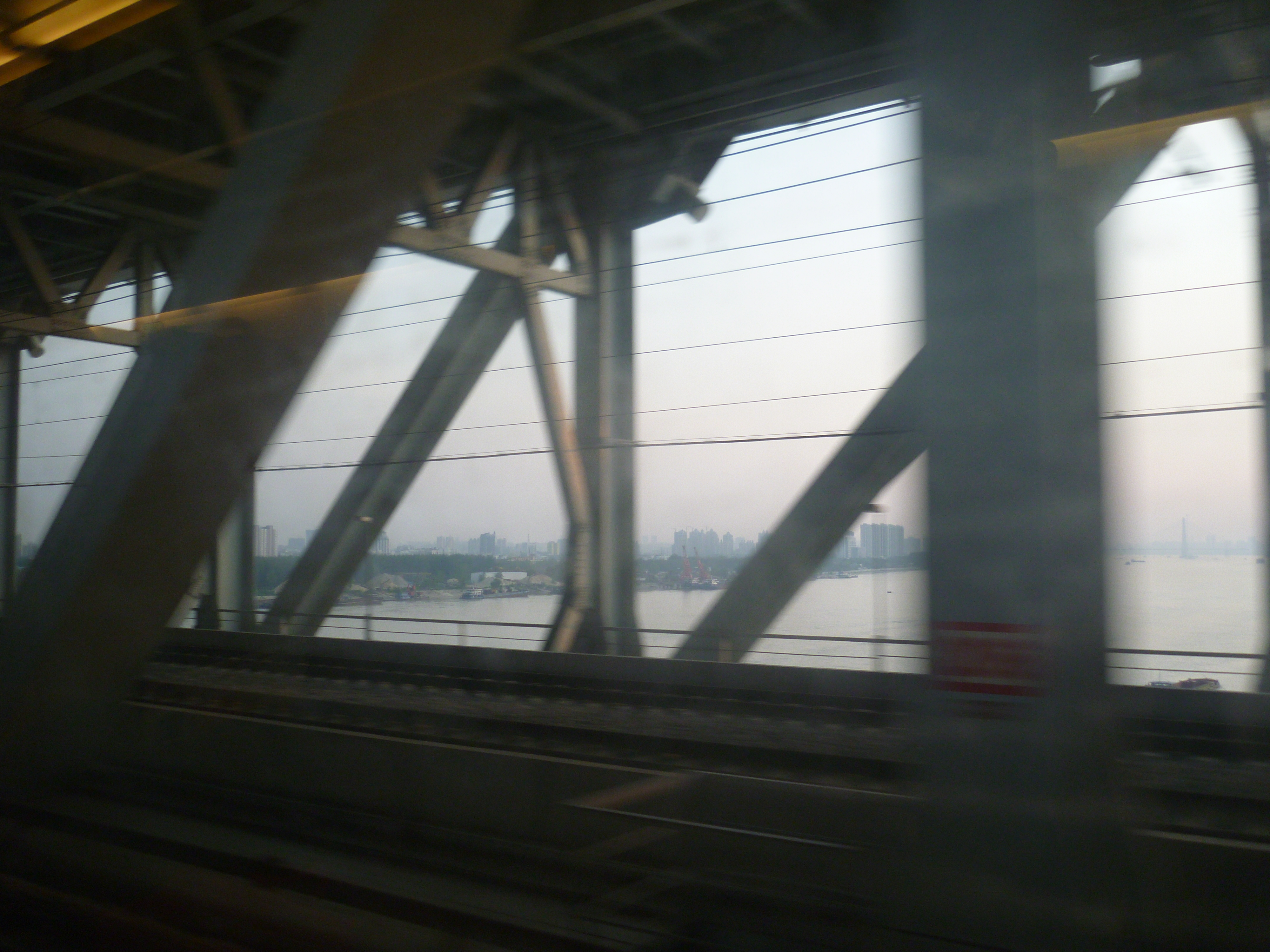
从大桥下层（铁路层）望出
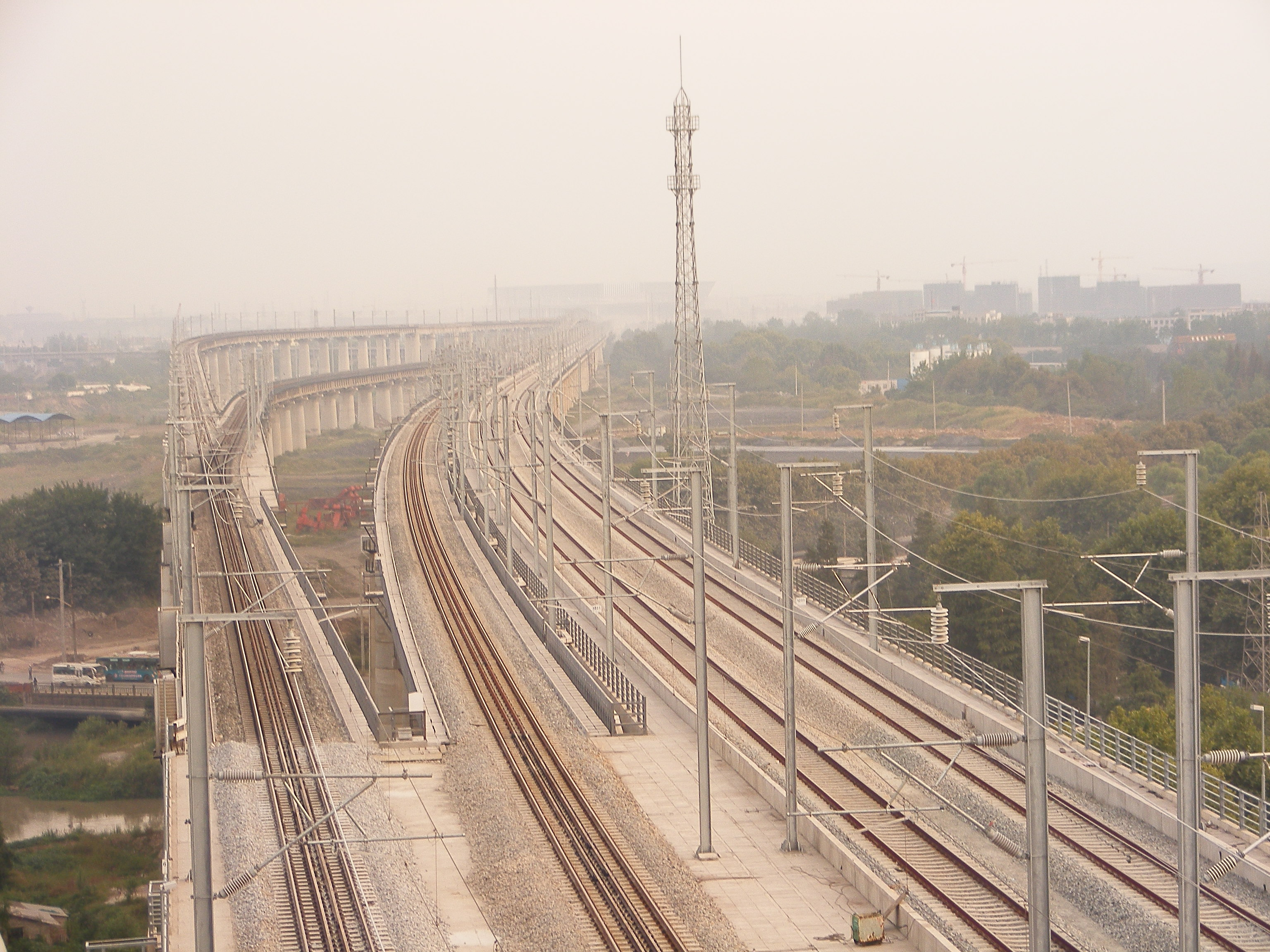
大桥南端轨道
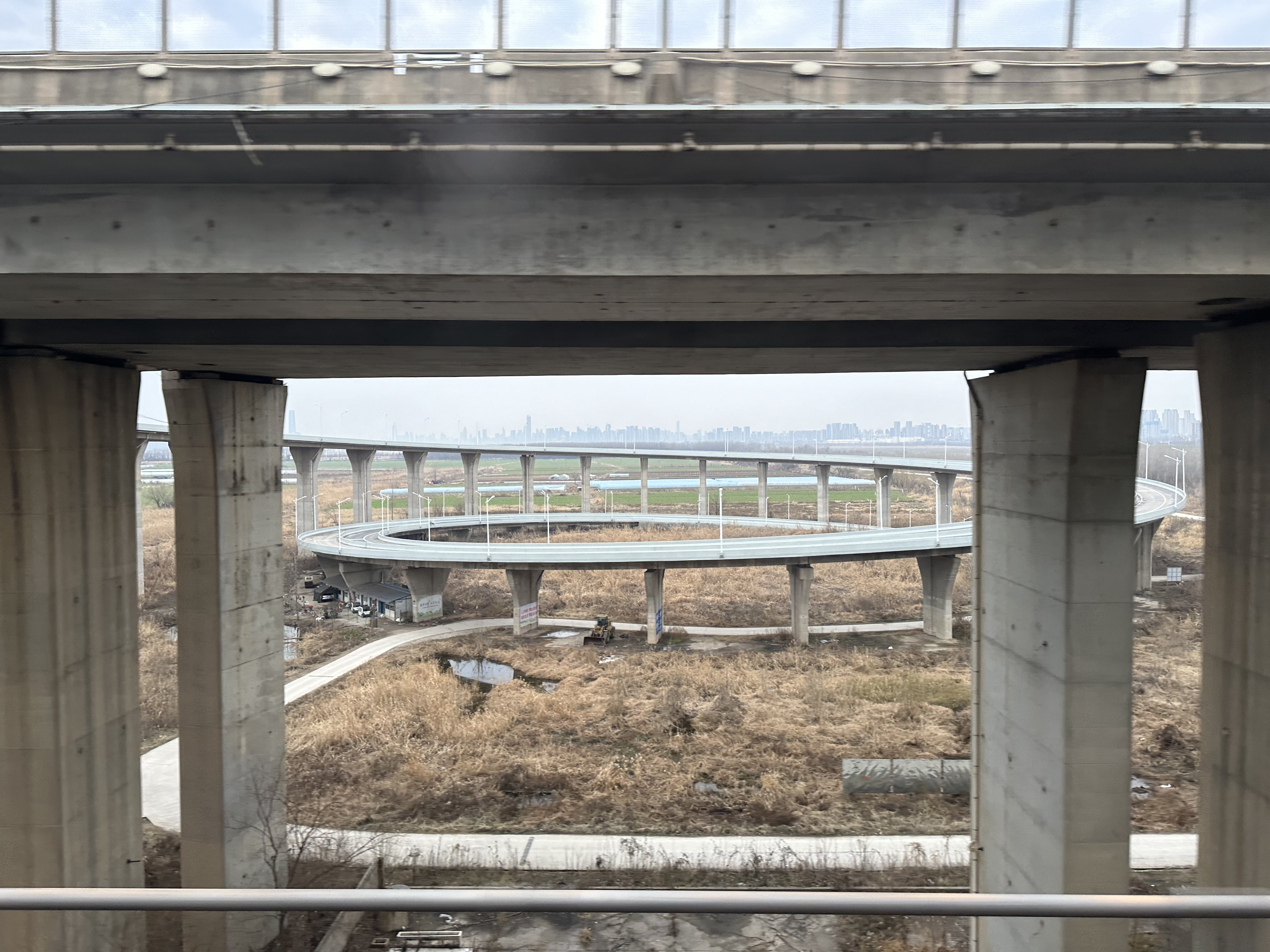
通向天兴洲的匝道

## 奖项
2010年，武汉天兴洲长江大桥获国际桥梁大会颁发的乔治·理查德森奖。